# Тойокуні

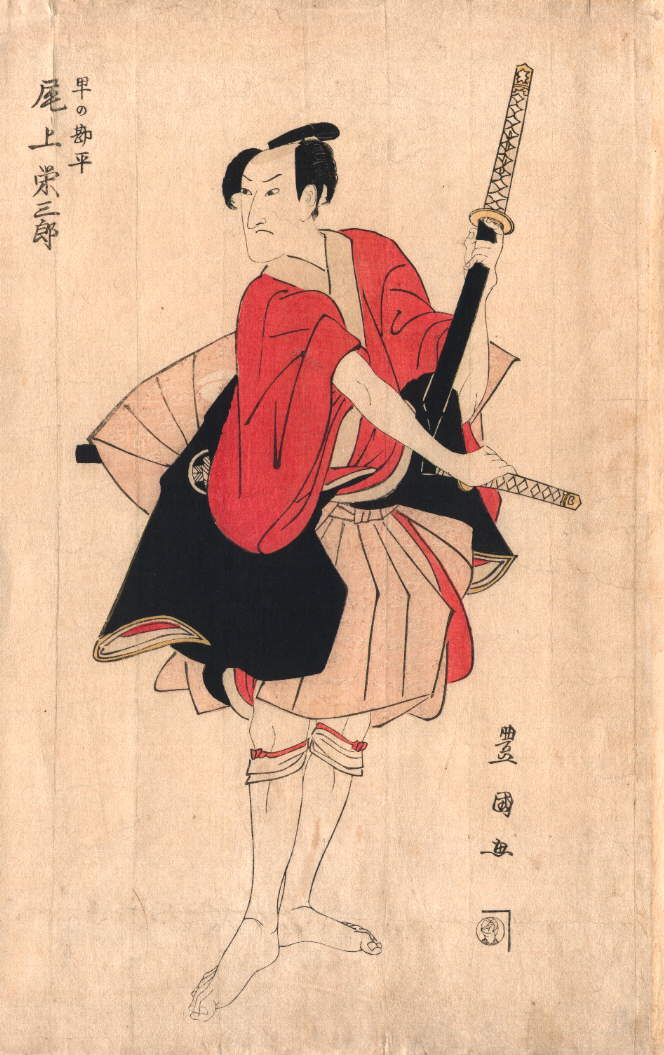
Onoe Eisaburo I; circa 1800

Утагава Тойокуні (1769, Едо — 24 лютого, 1825, Едо) (японською: 歌川豐國), такаж часто називають Тойокуні I, аби відрізняти його від члена його школи.

## Біографія
Він народився в Едо, та був сином Курохаші Горобей, лялькового майстра.

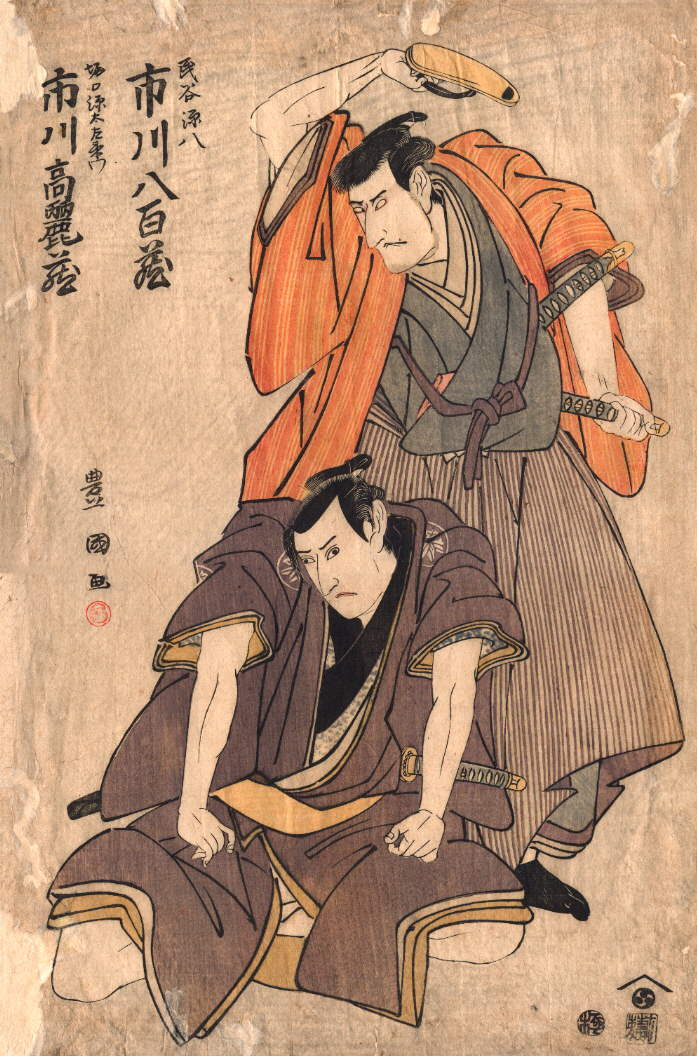
Ichikawa Komazo and Ichikawa Yaozo; circa 1800

Він помер в Едо, оточений багатьма учнями, у 1825, у віці 57 років.

## Творчість
Першими роботами були ілюстрації до популярних розповідей і жіночі портрети, в яких відчувався вплив Кітао Сіґемаса і Торіі Кійонагі. Але вони не принесли художнику популярності, тому він почав шукати себе в іншому жанрі. У 1794—1995 роках створив популярну серію гравюр «Зображення акторів на сцені». На них персонажі були зображені в повний зріст, майже завжди на однотонному жовто-сірому тлі.
У 1796—1797 роках Тойокуні зосереджується на погрудному зображенні акторів (окубо-е). Він прагнув максимально виразно відобразити реальний сценічний образ і характер акторів, велику увагу приділяв жестам, позам, драматичній складовій. Ця серія гравюр також була позитивно прийнята публікою.
Також художник в жанрі бідзіна-га, з його працю відома серія «Сучасні красуні, уподібнені семи ликів Коматі». Крім того він малював жанрові сценки на тлі міських пейзажів і еротичні гравюри-сюнґа.
Серія «Дванадцять місяців», присвячена народним звичаям і святкових днях, виникла як результат суперництва з іншими художником Тойохіро. Саме ця робота привела до зростання популярності всієї школи Утаґава Тойокуні, яка стала провідною школою укійо-е в XIX столітті.
Згодом повернувся до основної своєї тематики. Попит на його роботи був величезним, що змушувало майстра працювати все швидше і швидше. З 1803 по 1817 роки його роботи стали статичними, але, навіть незважаючи на цей факт, Тойокуні залишався вкрай затребуваним. Він продовжував випускати велику кількість гравюр, але їх якість, як правило, вже не було таким же, як на початку творчого шляху.

## Зображення

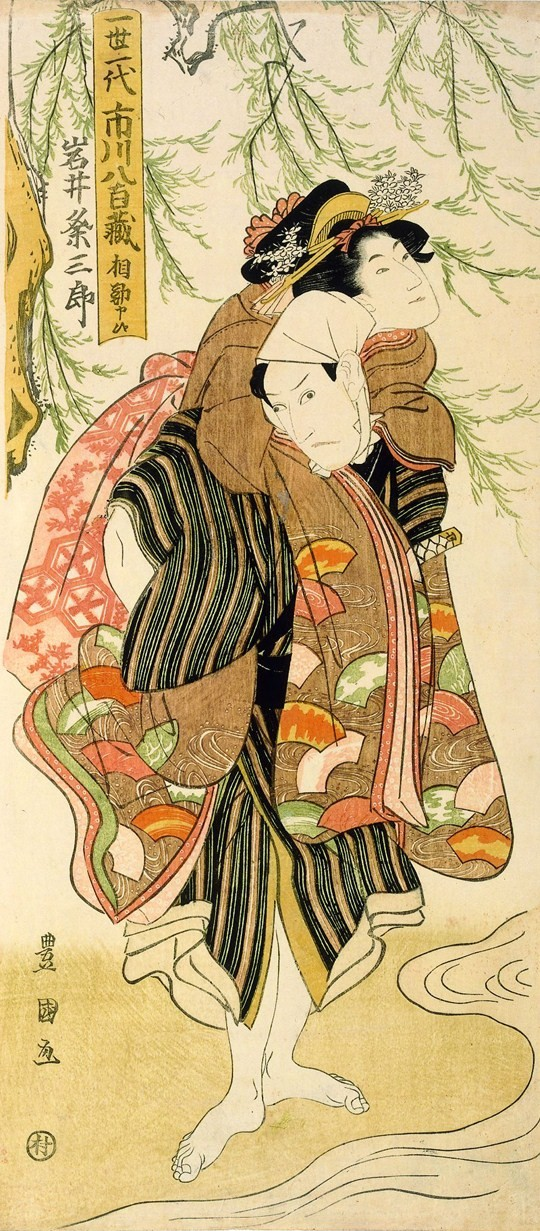
Kabuki actors, ca. 1800

## Подальше читання
- Sadao Kikuchi, (translated Roy Andew Miller), Utagawa Toyokuni (1769—1825) (Charles E. Tuttle, Rutland, 1959)
- Friedrich Succo, Utagawa Toyokuni und Seine Zeit (R. Piper, Munich, 1924)